# إخصاء كيميائي

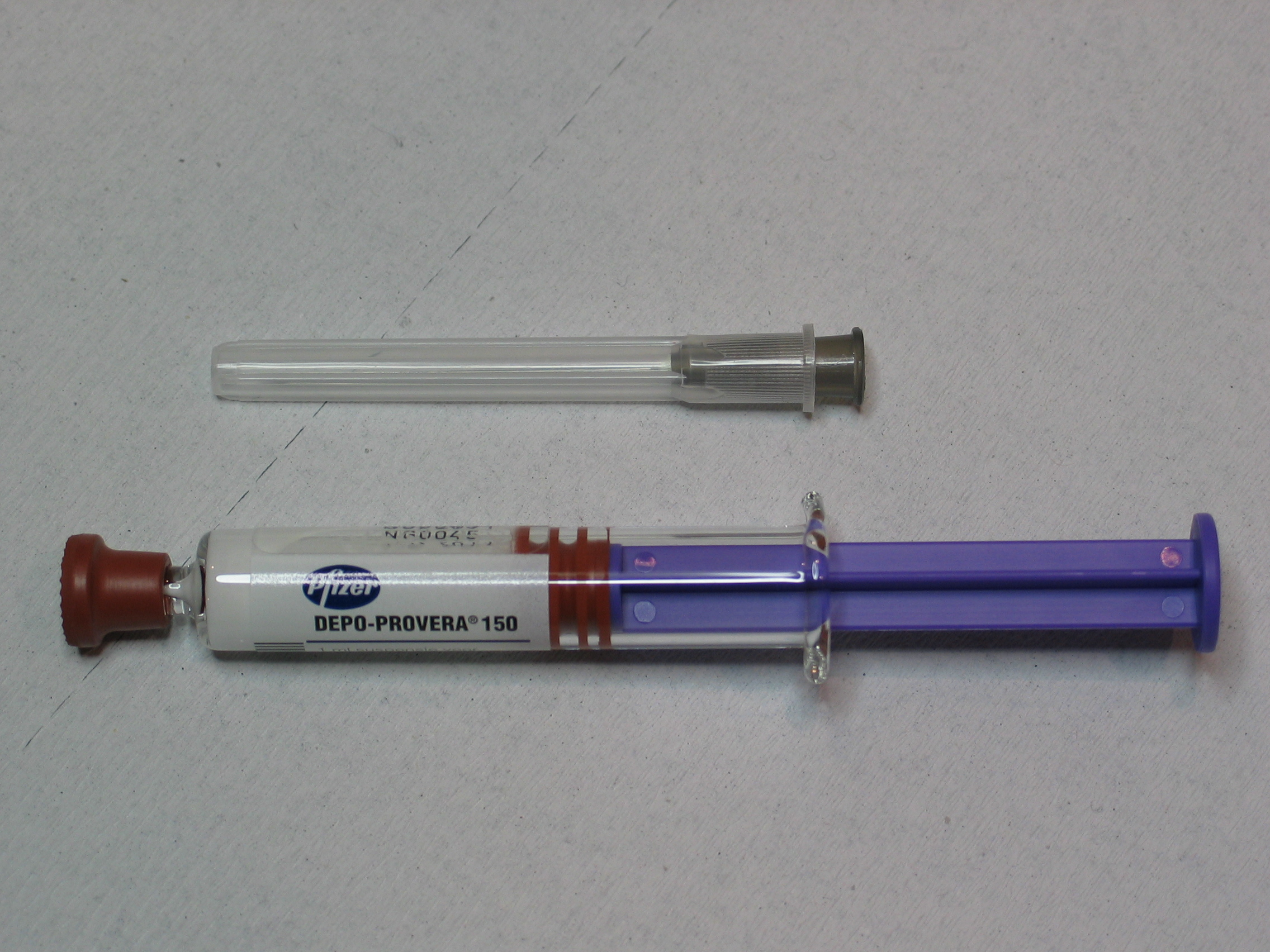
حقن منع الحمل

الإخصاء الكيميائي مصطلح طبي يشير إلى تلاشي الرغبة الجنسية لدى الرجل أو ما يسمى بـ (العُنَّة) المؤقتة، دون الحاجة إلى إجراء عملية استئصال للأعضاء التناسلية، وذلك عن طريق تناول عقاقير وحقن تقلل من فرز هرمون «التستوستيرون» أو تعطل إنتاجه، وتتراوح مدة تناول تلك الأدوية ما بين 3 - 5 سنوات، ويعد هذا النوع من الإخصاء عقابًا تقرّه بعض الدول للمدانين بالاعتداءات الجنسية، مثل كوريا الجنوبية وبولندا وروسيا وبعض الولايات في أمريكا وإندونيسيا، فيما تعد هذه الأخيرة أول دولة في العالم تصدر حكمًا بالإخصاء الكيميائي. وتشير إحصاءات من "إسكندنافيا" إلى أن تكرار الهجوم تراجع من 40 بالمئة إلى صفر وخمسة بالمئة.
يختلف الإخصاء الكيميائي عن الإخصاء الجراحي الذي يعني إزالة الأعضاء التناسلية، ويكون بشكل دائم، أما الإخصاء الكيميائي فهو مؤقت من خلال تعاطي بعض الأدوية.

## الأدوية
عادة ما يتم الإخصاء الكيميائي عن طريق إعطاء أسيتات ميدروكسي بروجستيرون (AMP) أو سيبروتيرون أسيتات (CPA). يستخدم AMP في الولايات المتحدة ، ويستخدم CPA في أوروبا والشرق الأوسط وكندا لعلاج سوء السلوك الجنسي.
فئة جديدة من الأدوية ، ناهضات الهرمون المطلق لموجهة الغدد التناسلية (GnRH) ، تستخدم في المقام الأول لعلاج سرطانات البروستاتا الحساسة للهرمونات عن طريق الحد بشكل كبير من هرمون التستوستيرون والدافع الجنسي. نظرا لأنها تسبب آثارا جانبية أقل ولها نتائج واعدة ، فهي الخيار الأكثر موصى به من قبل الاتحاد العالمي لجمعيات الطب النفسي البيولوجي لعلاج المغتصبين المتسلسلين والمتحرشين بالأطفال.
بديل آخر هو مثبطات استرداد السيروتونين الانتقائية (SSRIs) المستخدمة أساسا لعلاج الاكتئاب واضطرابات القلق ، والتي يمكن أن تكون مفيدة أيضا في بعض حالات الانحراف الجنسي.

## الآثار الجانبية
"الإخصاء الكيميائي" ليس إجراءً سريعاً، إذ يتم وصف الأدوية المثبطة للرغبة الجنسية لفترة تتراوح بين 3 إلى 5 سنوات، أو إلى أجل غير مسمى في حالات شبه نادرة. ومن المحتمل أن تؤدي هذه الأدوية إلى آثار جانبية شديدة، بما في ذلك نمو الثدي والاكتئاب وخطر الإصابة بهشاشة العظام وأمراض نفسية كثيرة أخرى، قد يكون أثرها سيئاً جداً على مجرم مغتصب تم إطلاق سراحه مجدداً. كما أنه لا يعتبر حلاً مستداماً، خاصة بعد توقف الأدوية، إذ إن الهرمونات الذكورية لن تختفي تماماً أثناء تلقي الأدوية، وستعود إلى الارتفاع بعد توقف الأدوية، كما أنها لا تمنع العنف الجنسي أو السلوك العدواني. حتى خفض مستوى التستوستيرون إلى الصفر لا يلغي فرص العودة إلى الإجرام، فالتحرش بالطفل أو اغتصابه يمكن أن يتم بطرق مختلفة.
يرى الباحثين والخبراء أن الإخصاء لا يمكن أن يوقف جرائم الاغتصاب، وأن هذه المعطيات لم تمنع حدوث الجريمة بالدرجة الأولى. فهو مجرد حل مؤقت فقط، ولا يعالج جذور المشكلة، خاصة عندما يقدم كخيار لإطلاق سراح المجرم مجدداً أو التخفيف من حكمه كما هو الحال في معظم دول أوروبا. ففي الهند على سبيل المثال وصلت الجرائم الجنسية حداً جنونياً، ما دفع الحكومة الهندية إلى تشديد القوانين، وخيّرت المغتصبين بين عقوبة الإعدام أو الإخصاء الكيميائي في عام 2013. لكن على ما يبدو فإن القصاص العنيف لم يكن له أي تأثير، إذ تشير إحصائيات مكتب الشرطة في نيودلهي إلى أن حوادث الاغتصاب المبلغ عنها في البلاد زادت بنسبة %35 بين عامي 2011 و2016. وفي حين أن عدد الجرائم الجنسية قد ينخفض بشكل طفيف في البلدان التي تطبق الإخصاء- جراحياً أو كيميائياً- كعقوبة، إلا أن هذا يثير مشكلة جديدة، وهي قتل المزيد من ضحايا الاغتصاب، لأن المغتصبين يخافون من القبض عليهم وإخصائهم.

## الإخصاء الكيميائي حسب الدولة
أشار التقرير السنوي الصادر عن الأمم المتحدة في عام 2020 إلى ارتفاع عدد الأطفال ضحايا الاغتصاب أو الاختطاف حول العالم بشكل مأساوي، خاصة في مناطق النزاعات، وأن مستوى هذا الارتفاع وثّق بمعدل "90% للاختطاف والاغتصاب وأشكال أخرى من العنف الجنسي بمعدل 70%". وفي حين أن بعض الدول تحاول تطبيق عقوبات صارمة تصل للسجن مدى الحياة مع الأشغال الشاقة أو حتى الإعدام، إلا أن دولاً أخرى تحدد عقوبة السجن ببضع سنوات فقط، وفي دولٍ غيرها لا توجد عقوبة واضحة رادعة للمغتصبين. لذلك فإن الكثير من المنظمات تطالب بفرض عقوبة الإخصاء كوسيلة قد تخيف المعتدين من ارتكاب جرائمهم أو تكرارها، خاصة بعد إطلاق سراحهم. ومن بين الدول التي تطبق الإخصاء الكيميائي بولندا وروسيا وإستونيا ومقدونيا والتشيك وكوريا الجنوبية وأوكرانيا والهند، إلى جانب بعض الولايات الأمريكية.

### إندونيسيا
في عام 2017، وافقت البلاد على الإخصاء الكيميائي لأولئك الذين يرتكبون جرائم جنسية ضد القاصرين. وكان الرئيس آنذاك، جوكو ويدودو، قد اقترح هذا الإجراء في أعقاب قضية اغتصاب جماعي لفتاة تبلغ من العمر 14 عاما صدمت البلاد.

### الولايات المتحدة
كان عالم الجنس جون ماني أول أمريكي يطبق الإخصاء الكيميائي في عام 1966. ووصف أسيتات ميدروكسي بروجسترون كعلاج للمرضى «الذين يعانون من نبضات محبة للأطفال». بعد 30 عامًا، في عام 1996، عدلت ولاية كاليفورنيا قانون العقوبات الخاص بها لإدراجه كعقوبة لأولئك المدانين بالاعتداء الجنسي على القصر. وبعد مرور عام، أصدرت فلوريدا قانونًا مشابهًا. نفذت ولايات عدة هذا الإجراء في حالات الاعتداء الجنسي على القصر. من بينها جورجيا، أيوا، لويزيانا، مونتانا، أوريغون، تكساس، وويسكونسن، وفي عام 2019 أقرّت ولاية ألاباما قانونا يعاقب بعض المدانين بالاعتداء الجنسي على الأطفال بالإخصاء الكيميائي.
وقد سجل الإخصاء الكيميائي، من 1993 إلى 2005-2006، انخفاضا بنسبة 47 في المائة على الأقل في حالات الاعتداء الجنسي على الأطفال. ومع ذلك، منذ عام 2010، كانت هذه تتزايد. وذكرت وكالات خدمات حماية الطفل أنه في عام 2016 وحده، كان 57،329 طفلا ضحايا الاعتداء الجنسي. بالإضافة إلى ذلك، زادت هذه الحالات مع الحجر الصحي بسبب انتشار COVID-19 في عام 2020، مع زيادة بنسبة 22٪ في المكالمات الشهرية إلى المركز الوطني للمساعدة في الاغتصاب وسوء المعاملة وسفاح المحارم.

### كوريا الجنوبية
في عام 2011، أصبحت كوريا الجنوبية أول دولة آسيوية تستخدم عقوبة الإخصاء الكيميائي. تلتها إندونيسيا في عام 2016.

### جمهورية التشيك
تعتبر جمهورية التشيك من أكثر الدول تشدداً في فرض عقوبة على جرائم الاغتصاب؛ إذ إنها الدولة الوحيدة التي تقوم بالإخصاء الجراحي كعقاب لجريمة الاغتصاب، بموجب قانون صدر عام 1966. وقالت عالمة الاجتماع التشيكية كاترينا ليسكوفا، من جامعة ماساريك لموقع DW: "هذه هي الطريقة الوحيدة الموثوقة لعلاج أكثر المجرمين عدوانية". ووفقاً لموقع The News، خضع ما يقارب 85 شخصاً للإخصاء الجراحي في جمهورية التشيك بين عامي 2000 و2011.